# Nanotragulus
Nanotragulus es un género extinto perteneciente a la familia Hypertragulidae, del orden Artiodactyla, endémico de Norteamérica durante el Eoceno y Mioceno, que vivió hace 46.2–13.6 Ma y existió aproximadamente durante 32,6 millones de años.
Nanotragulus fue un rumiante primitivo, parecido a un pequeño ciervo, a pesar de que están más emparentados a los Tragulidaes modernos. Era frugívoro, es decir, que se alimentaba exclusivamente de fruta.

## Taxonomía
Nanotragulus fue descubierto por Lull en 1922. Fue asignado a Cervidae por Cook en 1934; y a Hypertragulidae por Lull en 1922, Matthew en 1926 y Carroll en 1988.

## Especies
Nanotragulus cuenta con dos especies:
- Nanotragulus loomisi
- Nanotragulus ordinatus

## Morfología
Un espécimen de Nanotragulus fue examinado por M. Mendoza, C. M. Janis y P. Palmqvist según su masa corporal:
- 8,29 kg (18,3 lb)
- 3,84 kg (8,5 lb)
- 4,7 kg (10,4 lb)
- 4,54 kg (10,0 lb)

## Distribución fósil
Se han encontrado fósiles en:
- Kimberly Member, Condado de Grant, Oregón.
- North Boulder Valley, Condado de Jefferson, Montana.
- Brooksville 2 Site, Condado de Hernando, Florida.